# Konce, Kărdjali
Konce (în bulgară Конче) este un sat în comuna Momcilgrad, regiunea Kărdjali,  Bulgaria. 

## Demografie
Componența etnică a satului Konce
     Turci (99,59%)
     Nicio identificare (0,4%)
     Altele (0%)
La recensământul din 2011, populația satului Konce era de 246 locuitori. Din punct de vedere etnic, majoritatea locuitorilor (99,59%) erau turci. Pentru 0,4% din locuitori nu este cunoscută apartenența etnică.